# جوزيه كابانيس
جوزيه كابانيس (بالفرنسية: José Cabanis) ولد في 24 مارس 1922 بتولوز وتوفى في 6 أكتوبر 2000 في بالما. وهو كاتب، روائي، كاتب مقالة ، قاض فرنسي، وعضو بأكاديمية اللغة الفرنسية عام 1990. حصل على جائزة رينودو الأدبية عام 1966 .

## روابط خارجية
- جوزيه كابانيس على موقع مونزينجر (الألمانية)